# Torre (Blenio)
Torre è una frazione di 288 abitanti del comune svizzero di Blenio, nel Canton Ticino (distretto di Blenio).

## Storia
Il nome del paese è legato al castello di Curtero, che dopo la battaglia di Legnano sostituì, per volere di Alcherio da Torre, quello distrutto di Serravalle. Qui, nel febbraio del 1182, fu firmato il patto di Torre, con il quale gli abitanti di Blenio, Leventina e Riviera si allearono contro Alcherio da Torre.

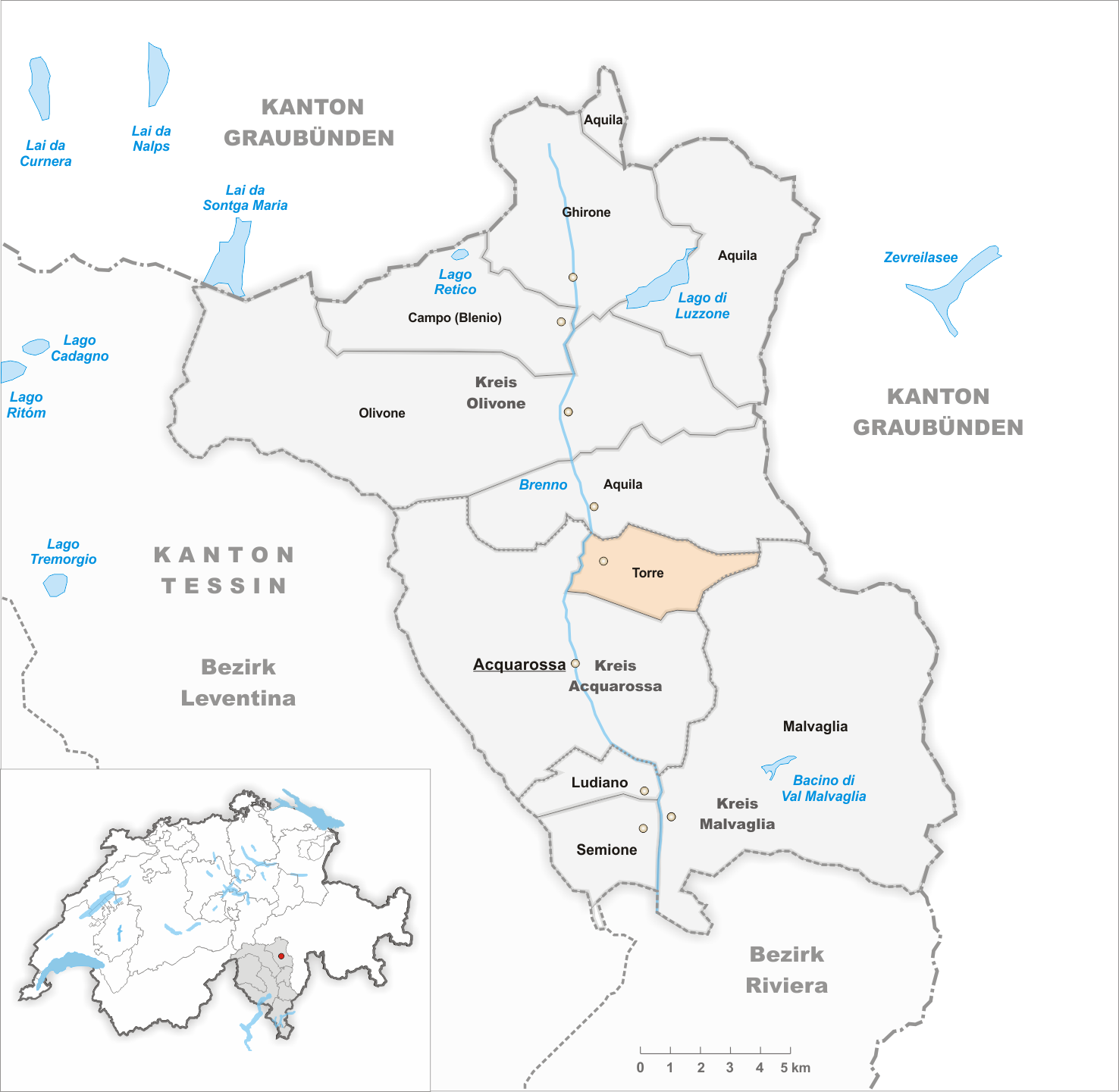
Il territorio del comune di Torre prima degli accorpamenti comunali del 2006

Già comune autonomo che aveva incorporato il comune soppresso di Grumo nel 1927, fino al 21 ottobre 2006 si estendeva per 10,8 km²; il 22 ottobre 2006 è stato accorpato agli altri comuni soppressi di Aquila, Campo, Ghirone e Olivone per formare il nuovo comune di Blenio.

## Monumenti e luoghi d'interesse

### Architetture religiose
- Chiesa parrocchiale di Santo Stefano, attestata nel XII secolo[1] e dotata di un portico;
- Cimitero con la tomba della famiglia Pagani (1930), realizzata da Enea Tallone e decorata da Fiorenzo Abbondio[senza fonte];
- Cappella di San Francesco d'Assisi, dotata di volte a botte, che ospita affreschi tardo-gotici (1455) della bottega di Cristoforo e Nicolao da Seregno (fra questi, Crocifissione, Majestas Domini e i simboli degli Evangelisti, San Francesco che riceve le stigmate e San Bernardino da Siena)[senza fonte];
- Oratorio di San Salvatore in località Ingerio, la cui prima menzione risale al 1430[3]. Dotato di un tetto a capriate e di un coro con volta a crociera, ospita affreschi cinquecentechi di Giovanni Battista Tarilli (fra questi, Annunciazione, San Giacomo il Maggiore, Sant'Apollonia, I profeti, Gli Evangelisti, Crocifissione di Gesù con Santi, Gesù Cristo nell'orto del Getsemani, San Rocco, San Sebastiano e Sant'Anna Metterza)[senza fonte];
- Oratorio della Beata Vergine delle Grazie in località Ingerio, risalente al 1759 ma costruito su una cappella preesistente con Madonna in trono cinquecentesca affrescata[senza fonte];
- Oratorio barocco di San Pietro martire in località Grumo, la cui prima menzione risale al 1567; all'interno una tela con San Pietro martire[senza fonte].

### Architetture civili
- Villa Lina, opera di Giuseppe Martinoli risalente al 1897 e modificata da Giuseppe Bordonzotti fra il 1926 e il 1927[senza fonte];
- Ex fabbrica di cioccolato Cima-Norma, attiva fra il 1913 e il 1968, fondata nel 1904[1]; l'edificio è dotato di una centrale elettrica autonoma[senza fonte].

### Altro
- Numerose costruzioni ospitano affreschi di rilievo: Madonna col Bambino quattrocentesca su una casa,[senza fonte] Madonna del Latte del 1495 sulla facciata di Casa Baltrera,[4] Madonna del Latte tardo quattrocentesca sulla facciata di Casa Balestra in località Grumo, Madonna del Latte tardo quattrocentesca in una nicchia all'interno di una stalla in località Ingerio[senza fonte].

## Società

### Evoluzione demografica
L'evoluzione demografica è riportata nella seguente tabella:
Abitanti censiti

## Amministrazione
Ogni famiglia originaria del luogo fa parte del cosiddetto comune patriziale e ha la responsabilità della manutenzione di ogni bene ricadente all'interno dei confini della frazione.